# George Carnegie, IX conte di Northesk
George John Carnegie (1º dicembre 1843 – 9 settembre 1891) è stato un nobile e militare scozzese.

Earls of Northesk

Nacque da William Carnegie, VIII conte di Northesk e Georgiana Maria Elliot e morì il 9 settembre 1891 all'età di 47 anni.
Lord Rosehill, come era chiamato all'epoca, fu destinato al I Dragoni nel 1862, per essere poi trasferito, più tardi nello stesso anno, ai fucilieri delle Guardie Scozzesi come tenente. Fu promosso capitano nel 1866 e tenente colonnello nel 1873. Fu pensionato nel 1874.
Sposò Elizabeth Georgina Frances Elliot, figlia dell'ammiraglio Sir George Elliot e di Hersey Susan Sydney Wauchope, il 28 febbraio 1865 ed ebbe quattro figli.
Ristrutturò Longwood House, Hampshire, la sua residenza principale. L'architetto fu George Devey.
- Helen Alice Carnegie (morta il 18 maggio 1908)
- David Carnegie, X conte di Northesk (1º dicembre 1865 - 5 dicembre 1921)
- Ten.-col. Hon. Douglas George Carnegie (4 gennaio 1870 - 27 febbraio 1937)
- Tenente Ian Ludovic Andrew Carnegie (30 settembre 1881 - 4 gennaio 1909)